# Caliban i la bruixa
Caliban i la bruixa. Dones, cos i acumulació primitiva és un assaig de la filòsofa italiana Silvia Federici publicat originàriament en anglès el 2004, traduït al català per Marta Pera el 2018 i publicat de la mà de Virus Editorial.
És una de les obres clau per entendre les nocions de gènere i família en el període d'acumulació originària de capital. En el marc de la tradició marxista feminista i del moviment autònom, el llibre ofereix una alternativa crítica a la teoria de l'acumulació primitiva de Karl Marx. Federici sosté que la caça de bruixes va servir per a reestructurar les relacions familiars i el paper de la dona a fi de satisfer les necessitats de la societat durant l'auge del capitalisme. Així, doncs, explica l'ús de l'extrema violència exercida contra les dones com un mètode sistemàtic de subordinació i com a fonament de l'Estat modern.

## Estructura de l'obra
El llibre s'estructura en cinc capítols: en el primer, «El món sencer necessita una sotragada. Els moviments socials i la crisi política a l'Europa medieval», Federici mostra que el capitalisme no és el resultat d'un desenvolupament evolutiu, sinó que és la resposta que van donar les classes dominants a les rebel·lions que el proletariat medieval havia lliurat contra el poder feudal.
El segon capítol, «L'acumulació del treball i la degradació de les dones. Construint diferència en la transició al capitalisme»', sosté que el procés de formació del proletariat mundial no es va realitzar únicament a través de l'expropiació dels mitjans de subsistència dels treballadors europeus i l'esclavització dels pobles originaris, sinó que va ser necessària també la transformació del cos en una màquina de treball i la submissió de les dones com a reproductores d'aquesta força de treball.
En el tercer capítol, «El gran Caliban. La lluita contra el cos rebel», s'analitza com es van modelar políticament els cossos.
En el quart capítol, «La gran caça de bruixes a Europa», es critica el silenci dels estudis marxistes que han ignorat la caça de bruixes en les seves anàlisis tot i ser un dels esdeveniments clau del desenvolupament del capitalisme i de la formació del proletariat modern, ja que va servir per al control del cos de les dones i de la seva capacitat reproductiva.
En el cinquè capítol i últim, «Colonització i cristianització. Caliban i les bruixes al Nou Món», Federici investiga les continuïtats entre la caça de bruixes europea i el domini de les poblacions del Nou Món per a mostrar el caràcter global del desenvolupament capitalista, i justifica així la inclusió del salvatge Caliban de La tempesta de William Shakespeare en el títol de l'obra.